# Lista över Dominicas presidenter

Presidentens standar.

Detta är en lista över Dominicas presidenter från 1978 till idag.

## Dominicas presidenter 1978-idag
- Sir Louis Cools-Lartigue (tillfällig): 3 november 1978 - 16 januari 1979
- Fred Degazon: 16 januari 1979 - 25 februari 1980
- Jenner Armour (tillförordnad för Degazon): 21 juni 1979 - 25 februari 1980
- Aurelius Marie: 25 februari 1980 - 19 december 1983
- Sir Clarence Augustus Seignoret: 19 december 1983 - 25 oktober 1993
- Crispin Sorhaindo: 25 oktober 1993 - 5 oktober 1998
- Vernon Shaw: 6 oktober 1998 - 1 oktober 2003
- Nicholas Liverpool: 2 oktober 2003 - 17 september 2012
- Eliud Williams: 17 september 2012 - 2 oktober 2013
- Charles Savarin:  2 oktober 2013 – 2 oktober 2023
- Sylvanie Burton:  2 oktober 2023 –